# Verdiso
Verdiso ist eine autochthone Weißweinsorte aus dem Norden Italiens. Sie wird typischerweise in der Gegend um die Städte Conegliano, Vittorio Veneto und Asolo angebaut. Sie ist in der Provinz Treviso in der Region Venetien zugelassen. Im Jahr 1999 wurde eine bestockte Rebfläche von 357 Hektar erhoben.
Die spätreifende Sorte ist wuchsstark und ertragsstark. Sie ist jedoch anfällig gegen die Rohfäule. Die strohgelben frischen Weißweine finden Eingang in die DOC-Weine Colli di Conegliano.

## Synonyme
Die Rebsorte Verdiso ist auch unter den Namen Groppeta, Pedevenda, Perduti, Perevenda, Peverenda, Pevesenda, Pexerenda, Verdia, Verdia Bianca di Congeliano, Verdia de Campagna, Verdiga, Verdiger, Verdino, Verdisa, Verdisa Bianca di Conegliano, Verdisa Bianca Trevignana, Verdisa de Campagna, Verdisa Grossa, Verdisa Zentil, Verdisco, Verdise, Verdise Bianca, Verdisio, Verdiso Gentile, Verdiso Zentil, Verdisone, Verdisot und Verdiza bekannt.